# Bolesław Rakoczy
Bolesław Kazimierz Rakoczy, imię zakonne: Eustachy (ur. 24 lutego 1943 w Budzyniu) – polski paulin, historyk sztuki, doktor habilitowany nauk teologicznych, major Wojska Polskiego.

## Życiorys
W 1962 ukończył Liceum Ogólnokształcące w Chodzieży. W tym samym roku wstąpił do Zakonu Paulinów w Częstochowie i przyjął imię Eustachy. Po studiach teologicznych w Akademii Teologii Katolickiej 13 czerwca 1970 został wyświęcony na kapłana. W 1994 uzyskał w ATK w Warszawie stopień doktora nauk humanistycznych w zakresie historii, a w 2002 uzyskał stopień doktora habilitowanego nauk teologicznych. W latach 2000–2006 prorektor, a w latach 2006–2007 rektor Akademii Polonijnej w Częstochowie.
Od 1975 z nominacji Prymasa Polski Stefana Kardynała Wyszyńskiego Jasnogórski Kapelan Żołnierzy Niepodległości. Organizator duszpasterstwa kombatantów w latach 70. i 80. Od 1989 Kapelan Naczelny Związku Piłsudczyków. W 2000 uzyskał tytuł „Wybitnego Wielkopolanina”, a 5 grudnia 2014 mianowany generałem brygady tego Związku. W 2001 r. wyróżniony statuetką Dobosz Powstania Wielkopolskiego, przyznawaną przez Zarząd Główny Towarzystwa Pamięci Powstania Wielkopolskiego 1918/1919. 
Doktor honoris causa Instytutu Gospodarki Regionalnej i Ekonomiki w Kirowogradzie na Ukrainie oraz doktor habilitowany PUNO w Londynie. Honorowy obywatel Chodzieży.

## Publikacje
- Jasnogórska Hetmanka w polskiej tradycji rycersko-żołnierskiej, Warszawa 1998, ISBN 83-11-08886-1.
- Mensa Mariana: malowane dzieje obrazu Matki Boskiej Jasnogórskiej, Warszawa 1989, ISBN 83-03-02234-2.
- Sanktuarium Maryjne w Leśnej Podlaskiej w XIX wieku, Leśna Podlaska 1986
- Jasnogórska „Mensa Mariana”, Warszawa 1985
- Znak Ojczyzny: jasnogórski ryngraf w polskiej tradycji rycersko-żołnierskiej, Częstochowa 2001, ISBN 83-88896-38-5.
- Budzyń: miasto ongiś królewskie, Budzyń-Częstochowa 2014, ISBN 978-83-936522-6-6.
- Na ordynansach trwamy... Z Królową Polski – żołnierski apel, 2016.

## Odznaczenia i nagrody
- Krzyż Komandorski Orderu Odrodzenia Polski (postanowieniem prezydenta Andrzeja Dudy z 14 maja 2020 za wybitne zasługi w kultywowaniu i propagowaniu tradycji patriotycznych, za pracę duszpasterską i działalność społeczną)[6][7]
- Krzyż Oficerski Orderu Odrodzenia Polski (postanowieniem prezydenta Andrzeja Dudy z 4 kwietnia 2017 za wybitne zasługi w działalności na rzecz środowisk kombatanckich)[8][9]
- Krzyż Kawalerski Orderu Odrodzenia Polski (postanowieniem prezydenta Aleksandra Kwaśniewskiego z 10 października 2005 za wybitne osiągnięcia w pracy naukowej, za rozwijanie międzynarodowej współpracy edukacyjnej)[10][1]
- Krzyż Wolności i Solidarności (2023)[11]
- Złoty Krzyż Zasługi (2001)[12][1]
- Medal Komisji Edukacji Narodowej[1]
- Złoty Medal „Za zasługi dla obronności kraju”[1]
- Medal „Opiekun Miejsc Pamięci Narodowej”[1]
- Medal „Pro Patria”[13]
- Medal Pamiątkowy Kustosza Tradycji, Chwały i Sławy Oręża Polskiego[14]
- Odznaka Honorowa i Medalem Pamiątkowy Kustosza Tradycji, Chwały i Sławy Oręża Polskiego[1]
- Odznaka „Uczestnikowi Marszu Szlakiem Kadrówki”[potrzebny przypis]
- Nagroda im. Karola Miarki (2012)[15]
- Złoty Hipolit (2014)[16]